# Armatura massimilianea
Armatura massimilianea (Riefelharnisch in lingua tedesca - it. "armatura scanalata"), anche Armatura alla massimiliana, è il termine utilizzato per indicare l'armatura a piastre d'acciaio della cavalleria pesante rinascimentale (XVI secolo). Erede dell'armatura gotica, variante tardomedievale dell'armatura a piastre, era al tempo un apparato difensivo ed una elegante "seconda pelle" meccanica per il gentiluomo che la indossava.
Il nome "massimilianea" viene normalmente fatto risalire all'imperatore Massimiliano I d'Asburgo, la cui armatura gotica, realizzata dall'armoraro di Norimberga Lorenz Helmschmied, avrebbe costituito l'archetipo per il successivo sviluppo delle armature da gentiluomo in età rinascimentale. Un'altra interpretazione vorrebbe invece il nome legato a Massimiliano II d'Asburgo, l'ultimo grande committente di una "armatura scanalata" in un'epoca (1557) in cui l'armatura da parata seguiva ormai le linee dettate dagli armorari italiani e non più germanici.

## Storia
L'imperatore Massimiliano I d'Asburgo (regno 1486-1519) era ben noto per la sua peculiare passione per le armature, intese sia come arma bianca da difesa che come capo d'abbigliamento metallico per il gentiluomo.
Massimiliano fu grande promotore della giostra, tanto da meritarsi l'appellativo di "ultimo cavaliere" (der letzte Ritter), ed ammassò una considerevole collezione di armature da giostra, differenziatesi, grazie alla continua evoluzione e sperimentazione operata presso la corte asburgica, in diversi modelli.

Parimenti, il suo gusto tipicamente tardo gotico per il bizzarro ed il mostruoso lo aveva spinto a commissionare armature che erano vere e proprie opere d'arte "grottesca", come la panoplia donata ad Enrico VIII d'Inghilterra nel 1514, realizzata dall'armoraro Konrad Seusenhoffer di Innsbruck, con una celata la cui visiera era una maschera dello stesso Massimiliano ghignante, con un voluminoso paio d'occhiali sul gran naso adunco, e dalla cui calotta dipartivano ricurve corna di capro in ottone.
Grande riformatore dell'arte bellica germanica, Massimiliano aveva imparato ad apprezzare l'efficacia dell'armatura gotica in acciaio tipica della cavalleria imperial-borgognona ma aveva anche combattuto quale fante al fianco dei lanzichenecchi da lui creati, ormai conscio della rinata importanza delle forze di fanteria pesante quali elemento risolutivo al buon esito delle battaglie campali.
Massimiliano I viene ritenuto l'inventore della nuova linea di corazze more germanorum che, per qualche decennio, riuscì a contrastare lo spopolante successo europeo delle armature a piastre "italiche" (fond. Milano e Venezia). Si trattava di armature espressamente deputate al combattimento a piedi e non più solo a cavallo, alleggerite, sia tramite particolari accorgimenti tecnici che previa eliminazione di talune componenti "eccessive", ma sempre confacenti a quei principi di gusto estetico codificati dall'armatura gotica che avevano ormai gettato le basi per la dicotomia dell'armatura quale "seconda pelle per il gentiluomo". L'armatura massimilianea nacque quindi con una duplice vocazione:
1. fornire una protezione completa, tatticamente efficiente, al cavaliere smontato da cavallo;
2. rivestire elegantemente di acciaio il corpo del gentiluomo.

La campagna di produzione di queste speciali armature venne dall'imperatore affidata al fidato armoraro Seusenhoffer, noto, pare, per la capacità di garantire la realizzazione di uno speciale acciaio particolarmente robusto. Seusenhoffer venne messo a capo della manifattura imperiale di armature aperta ad Innsbruck nel 1504.
Quella operata da Massimiliano I non fu però una rivoluzione, quanto piuttosto la logica conclusione di un processo evolutivo già avviato.

L'armatura massimilianea vera e propria sarebbe stata codificata, secondo lo storico anglosassone Ewart Oakeshott, durante il secondo decennio del Cinquecento, quando cioè armature gotiche dalla linea più alleggerita e funzionale erano già in produzione. Queste armature, ricondotte alla tipologia Armatura gotica tp. "Schott-Sonnenberg", sarebbero state prodotte nel ventennio 1500-1520 sia dagli armorari dell'Asburgo che dagli armorari dell'Italia settentrionale. Presentano già un'evidente riduzione delle più esagerate protuberanze gotiche (fond. le cuspidi su cubitiere e scarpe d'armi), pur conservando il guanto d'arme gotico e la bigoncia, con o senza barbozza, per la protezione della testa. Le "Schott-Sonnenberg" mancano però delle fitte scanalature tipiche della massimilianea, essendone o del tutto prive o presentandone del tipo wolfzähne ("zanne di lupo").

È poi importante ricordare che già nella prima del Quattrocento gli armorari tedeschi avevano prodotto armature a piastre di vocazione "pedestre", le armature tp. "Kastenbrust" poi sostituite dall'armatura gotica borgognona, le cui caratteristiche tecniche (fond. la scarsella, vennero riprese dalle armature di Massimiliano I.

## Costruzione
Rispetto all'armatura a piastre "gotica" di fine XV secolo, l'armatura massimilianea presentava componenti mancanti e/o marcatamente diverse:
- la testa del cavaliere non era più protetta da una bigoncia bensì da una celata, sorta di evoluzione alleggerita dell'elmo completo, dotata di numerosi fori di aerazione per garantire la corretta ossigenazione del combattente durante la mischia di fanteria;
- il tronco e le braccia sono coperte dalle medesime componenti dell'armatura gotica, private però di falde esagerate o spuntoni. La corazza diviene una panziera con circonferenza addominale pronunciata per garantire agio. Il blocco del bracciale (rebrace, cubitiera, vambrace), forzatamente, ha ormai profilo snello ed altamente funzionale. Il guanto d'arme a piastre articolate viene alleggerito da dei fori o privato delle protezioni per le dita;
- la scarsella, deputata alla protezione dell'inguine, spesso assente dall'armatura gotica, è sempre presente, assicurata alla panziera come nelle armature a piastre tp. "Kastenbrust";
- gli arti inferiori sono privi di piastre difensive o coperti solo per metà, da mezze piastre tronco-coniche, per garantire piena libertà di movimento. Ove presente, la scarpa d'arme persiste ad essere completa ma è ormai ottenuta da un unico pezzo di metallo ("scarpa a muso di bue"), priva delle esagerate punte dei sabaton gotici.

Il profilo ondulato, quasi membranaceo, della piastra metallica gotica, caratterizzato da una fitta serie di scanalature, sopravvive nell'armatura massimilianea, sia quale accorgimento estetico, volto a richiamare il panneggio degli abiti di corte, sia con intento funzionale, onde deflettere i colpi delle armi bianche.

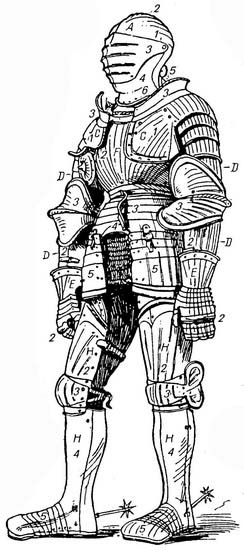
Armatura massimilianea: Diagramma (recto) - ill. di Wendelin Boeheim (1890)[10].
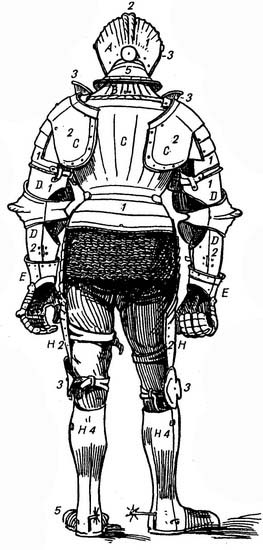
Armatura massimilianea: Diagramma (verso) - ill. di Wendelin Boeheim (1890).
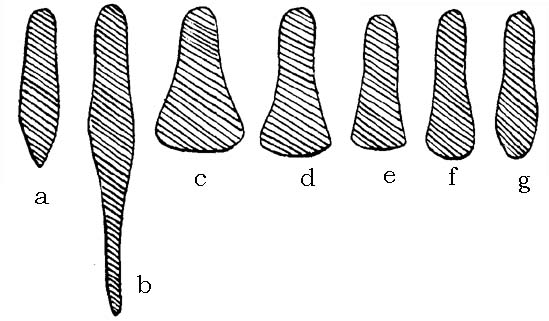
Evoluzione della calzatura corazzata nell'armatura a piastre - ill. di Wendelin Boeheim (1890): а) 1290–1390 b) 1300–1490 с) 1500–1530 (Armatura massimilianea) d) 1530–1540 е) 1540–1550 f) 1550–1560 g) 1560–1590
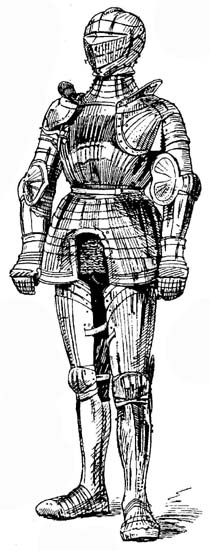
Armatura massimilianea con elmo "a becco di passero" del Principe elettore Ottone Enrico del Palatinato - ill. di Wendelin Boeheim (1890).
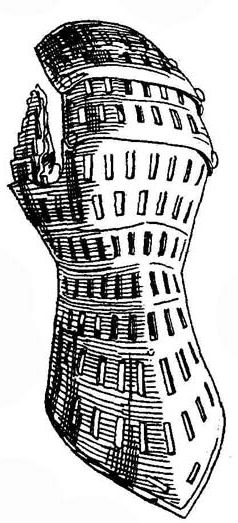
Evoluzione della calzatura corazzata nell'armatura a piastre - ill. di Wendelin Boeheim (1890):
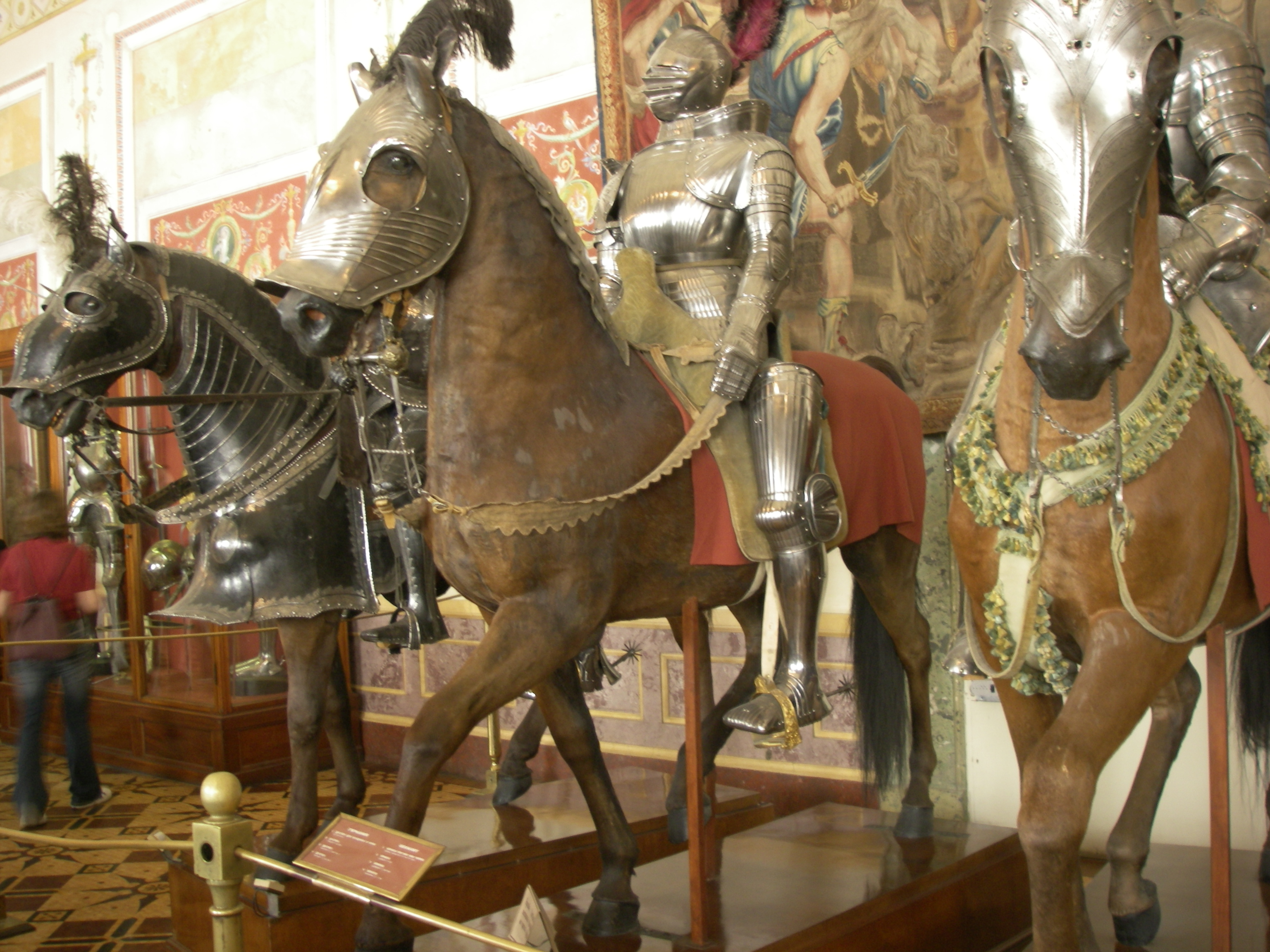
Armature massimilianee per cavalieri e cavalli.
а) 1290–1390
b) 1300–1490
с) 1500–1530 (Armatura massimilianea)
d) 1530–1540
е) 1540–1550
f) 1550–1560
g) 1560–1590
- Armatura massimilianea con elmo "a becco di passero" del Principe elettore Ottone Enrico del Palatinato - ill. di Wendelin Boeheim (1890).
- Mittene da armatura massimilianea - ill. di Wendelin Boeheim (1890).
- Armature massimilianee per cavalieri e cavalli.